# Sint-Jozefskerk (Kalmthout)

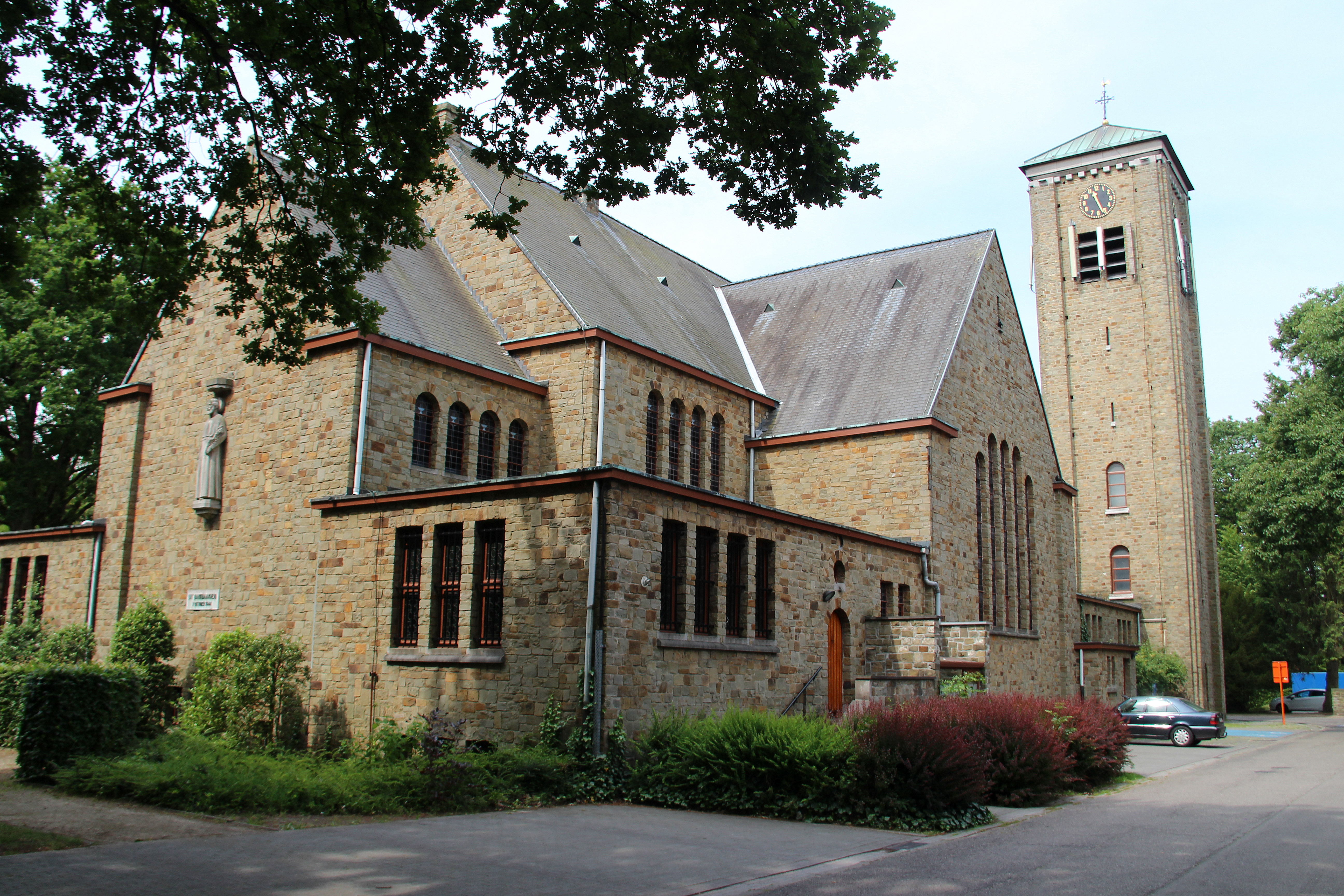
Sint-Jozefskerk

De Sint-Jozefskerk is de parochiekerk van de tot de Antwerpse gemeente Kalmthout behorende plaats Heide, gelegen aan de Max Temmermanlaan.
Deze kerk werd gebouwd van 1934-1937 naar ontwerp van Louis De Vooght. Het is een driebeukige kruisbasiliek met naastgebouwde westtoren, gebouwd in gemetselde natuurstenen.
Initiatiefnmer was de stichter van de St St Jozef Parochie Antoine de Preter, broer van Gabrielle de Preter. De Preter Bouwde in 1930 de St JozefSchool en het klooster te Heide. 